# エル・テプアル空港
エル・テプアル空港（エル・テプアルくうこう）は、チリのプエルトモントにある空港。市の中心から15km西に位置している。

## 就航路線
| 航空会社             | 就航地                                           |
| -------------------- | ------------------------------------------------ |
| ジェットスマート航空 | コンセプシオン、プンタ・アレーナス、サンティアゴ |
| LATAM チリ           | バルマセダ、プンタ・アレーナス、サンティアゴ     |
| スカイ航空           | バルマセダ、プンタ・アレーナス、サンティアゴ     |